# Pim van Dord
Pim van Dord, de son nom complet Pieter Hubertus van Dord, est un footballeur néerlandais né le 7 août 1953 à Amsterdam. Il évoluait au poste de défenseur.

## Biographie

### En club
Pim van Dord joue avec l'Ajax Amsterdam de 1973 à 1980,.
Il est sacré Champion des Pays-Bas en 1977, 1979 et 1980.
En compétitions européennes, il dispute 7 matchs en Coupe des clubs champions pour un but marqué et 13 matchs en Coupe UEFA pour un but marqué.
En 1981, il rejoint l'Amsterdamsche FC (en).
Il raccroche les crampons en 1991 après un passage en amateurs chez le club Ajax (nl).
Il entreprend une carrière de physiothérapeute au sein de l'Ajax Amsterdam par la suite.

## Palmarès
Ajax Amsterdam
- Eredivisie (3) :
  - Champion : 1976-77, 1978-79 et 1979-80.